# Shanwei
Shanwei è una città-prefettura della provincia costiera orientale del Guangdong, nella Repubblica Popolare Cinese.
Si estende su un'area complessiva di 5271 km, e l'etnia prevalente è quella Han.